# 雲林縣立雲林國民中學
雲林縣立雲林國民中學（英語校名：Yunlin County Yunlin Junior High School，縮寫YLJH），簡稱雲林國中、雲中、雲國）為台灣雲林縣斗六市的一所國民中學。

## 學校沿革
1968年創立於斗六市郊。1987年為配合雲林縣在斗六市爭取設立國立雲林技術學院（今國立雲林科技大學），另選在斗六市文教九號作為雲中遷校用地，1991年3月18日動工，1993年6月初步落成遷校。

## 歷任校長
| 任次 | 姓名   | 就職日期 | 卸任日期 | 備註 |
| ---- | ------ | -------- | -------- | ---- |
| 1    | 廖獻璋 | 57年8月  | 68年8月  |      |
| 2    | 施藻華 | 69年8月  | 79年8月  |      |
| 3    | 吳景南 | 79年8月  | 80年3月  |      |
| 3    | 楊流錝 | 80年3月  | 90年7月  |      |
| 4    | 吳松雲 | 90年8月  | 95年7月  |      |
| 5    | 劉慶陽 | 95年8月  | 99年7月  |      |
| 6    | 翁居易 | 99年8月  | 103年7月 |      |
| 7    | 薛錦彰 | 103年8月 | 111年7月 |      |
| 8    | 謝俊民 | 111年8月 |          |      |

- 以上日期為民國紀年

## 外部連結
- 雲林縣立雲林國民中學 （页面存档备份，存于）（繁體中文）